# Daniel Křetínský
Daniel Křetínský (Brno, 9 luglio 1975) è un imprenditore e avvocato ceco, amministratore delegato (CEO) e proprietario del più grande gruppo energetico dell'Europa centrale EPH (Energetický a Průmyslový Holding), comproprietario e presidente della squadra di calcio AC Sparta Praga, azionista di Le Monde e del Groupe Casino, proprietario del gruppo francese  Fnac Darty che nel 2024 ha rilevato l'italiana Unieuro.  
Dopo la caduta del mercato azionario del 2020, ha investito in aziende come Macy's, Foot Locker, Sainsbury e Royal Mail. Ha partecipazioni anche nel gigante tedesco della vendita al dettaglio Metro Ag. Secondo Forbes, nell'ottobre 2024 il suo patrimonio è stimato in 9,3 miliardi di dollari.

## Biografia
Nato nel 1975 nell'allora Cecoslovacchia (in seguito Repubblica Ceca), è figlio di Mojmír Křetínský, docente di informatica all'Università di Masaryk, e di Michaela Židlická, avvocato e giudice della Corte costituzionale. Si è laureato presso la facoltà di giurisprudenza dell'Università di Masaryk e ha iniziato a lavorare come tirocinante in uno studio legale. Nel 1999 è entrato come avvocato in J&T, un fondo di investimento, e nel 2003 è diventato partner. Dal 2004 è presidente della squadra di calcio AC Sparta Praga con una quota del 40%. Quando nel 2009 J&T ha fondato Energetický a průmyslový holding (EHP), è diventato presidente e azionista con il 20% fino a diventare nel tempo proprietario con il 94%. Nel 2010 acquisisce il 49% di Eustream, il principale gasdotto che dalla Russia attraversa l'Ucraina arrivando in Slovacchia e che prima era della francese Gdf e della tedesca E.On. Rileva anche una serie di miniere di carbone nell'Europa dell'Est.
Dal 2014 è uno dei proprietari della Czech Media Center Czech News Center, editore tra gli altri del tabloid Blesk, il giornale più letto della Repubblica Ceca. Sulle orme di Andrej Babiš e con l'appoggio di Patrick Tkac e Petr Kellner, entra con più decisione nel mondo dei media acquisendo in Francia Elle, Tele 7, Marianne. Secondo alcuni analisti il debito di EHP è di quasi 6 miliardi di euro e Křetínský è posto vicino a Patrick Drahi, il magnate dei media e delle tlc noto per aver finanziato le acquisizioni contraendo debiti. Il suo nome appare nei Panama Papers per il possesso di una società con sede in un paradiso fiscale, le Îsole Vergini britanniche. Figura anche nei Paradise Papers per l'utilizzo di una società iscritta nel Jersey per l'acquisto di una villa a Londra.
Nell'ottobre 2018 Křetínský ha acquistato il 49% della partecipazione di Matthieu Pigasse in Le Monde senza che i giornalisti lo sapessero. L'Independence Group di Le Monde, azionista di minoranza che mira a proteggere l'indipendenza editoriale del giornale, anche lui non informato della vendita, ha chiesto inutilmente a Pigasse e Křetínský di firmare un "accordo di approvazione" che avrebbe dato a Independence Group il diritto di approvare o respingere qualsiasi azionista di controllo. Nello stesso periodo Křetínský è entrato con il 10% nella ProSieben, società televisiva tedesca. Sempre nel 2018 Křetínský acquisisce una quota importante della società tedesca della grande distribuzione Metro AG. Nel giugno 2019 lancia, insieme al suo partner Patrik Tkac, un'offerta pubblica di acquisto da 5,8 miliardi di euro sulla società che gli altri due maggiori azionisti di Metro però respingono.
Il 12 marzo 2020, Jérôme Lefilliâtre, un giornalista francese, ha pubblicato Mister K, Petites et grandes affaires de Daniel Kretinsky (Le Seuil Editions), un libro investigativo sul miliardario ceco. Nel settembre 2020, la sua holding Vesa Equity Investment Sarl ha acquisito una partecipazione del 3,05% nelle azioni di J Sainsbury plc, una grande catena di supermercati nel Regno Unito. Alla fine di ottobre del 2020 Daniel Křetínský ha investito nel Groupe Casino rilevando il 10% della società francese di grande distribuzione. Il 10 novembre 2021 entra in possesso del 27% delle quote del club calcistico West Ham Utd.

## Vita privata
Ha una relazione con Anna Kellnerová, la figlia del suo socio in affari Petr Kellner, che era l'uomo più ricco del paese.